# Igor Lukasjin
Igor Lukasjin (ryska: Игорь Владимирович Лукашин), född den 7 augusti 1979 i Penza, är en rysk simhoppare.
Han tog OS-guld i synkroniserade högahopp i samband med de olympiska simhoppstävlingarna 2000 i Sydney.